# Патологическая анатомия челюстных костей
Поражения челюстных костей разнообразны. В известном руководстве по онкоморфологии, выпускавшемся Институтом патологии Вооружённых сил США, в томе, посвящённом опухолям и опухолеподобным процессам челюстных костей (2001), описано 71 заболевание.
Различают следующие основные группы патологических изменений челюстных костей:
1. Пороки развития
2. Травмы
3. Воспалительные поражения (остеомиелит челюстных костей)
4. Дистрофические изменения костной ткани челюстей
5. Кисты
6. Опухоли (одонтогенные и неодонтогенные).

## Пороки развития челюстных костей
К основным порокам развития челюстных костей относятся агнатия, микрогнатия, макрогнатия, прогнатия, ретрогнатия, латерогнатия, синдром (аномалад) Робена и гнатосхиз.

### Агнатия
Агнатия (агения) — аплазия (врождённое отсутствие) челюстной кости. Различают верхнюю и нижнюю агнатию (отсутствие верхней или нижней челюсти соответственно). Агнатия обычно сочетается с микростомией, аплазией или значительной гипоплазией языка, а также синотией. Дети с агнатией, как правило, нежизнеспособны.

### Микрогнатия
Микрогнатия (микрогения, ложная прогнатия) — врождённая гипоплазия (недоразвитие) челюстной кости. Выделяют верхнюю и нижнюю, а также одно- и двустороннюю микрогнатию. Лицо при нижней микрогнатии называют «птичьим». Нижняя микрогнатия является одним из признаков таких хромосомных болезней как синдромы Патау и Эдвардса, а также аномаладов жаберных дуг и синдрома Смита—Лэмли—Опитца.

### Синдром Смита—Лэмли—Опитца
Синдром Смита—Лэмли—Опитца (RSH-синдром — по первым буквам имён трёх первых больных) — комплекс наследственных аномалий (аутосомно-рецессивное наследование): микрогнатия, микростомия, блефароптоз, сходящийся страбизм, широкая спинка носа и направленные вверх ноздри, а также расширение промежутков между зубами и расщепление нёба и язычка.
Лицо у таких детей имеет «старческий» вид. Характерен отказ новорождённых от пищи и рецидивирующая рвота вследствие микростомии.
Большинство случаев проявляется олигофренией в виде имбецильности или идиотии.
Описан David W. Smith, Luc Lemli, John Marius Opitz.

### Макрогнатия
Макрогнатия (макрогения) — увеличенная челюстная кость. Обычно сочетается с прогнатией. Выделяют верхнюю и нижнюю, одно- и двустороннюю макрогнатию.

### Прогнатия
Прогнатия (прогения) — выступающая вперёд челюстная кость. Прогнатия чаще обусловлена макрогнатией. Различают верхнюю и нижнюю прогнатию (прогнатию верхней и нижней челюсти соответственно). Нижнюю прогнатию называют также истинной прогнатией. При этом подбородок имеет характерный вид (массивный подбородок).

### Ретрогнатия
Ретрогнатия — смещение челюстной кости в дорзальном направлении (назад). Различают верхнюю и нижнюю ретрогнатию.

### Латерогнатия
Латерогнатия — односторонее увеличение суставного отростка (реже ветви и тела) нижней челюсти. Латерогнатия сопровождается асимметрией лица.

### Синдром Робена
Синдром Робена (аномалад Робена) — выраженная нижняя микрогнатия (первичный порок), микростомия, микроглоссия, глоссоптоз и палатосхиз. Проявляется затруднением дыхания и глотания, склонностью к рвоте. Нарушение дыхания особенно заметно в положении стоя или лёжа на боку. Характерна низкая масса тела, связанная с затруднением приёма пищи. Высокая летальность обусловлена западением языка и развитием асфиксии или аспирацией пищи. Нередко пороки орофациальной области сочетаются с другими аномалиями, прежде всего с пороками сердца.

### Гнатосхиз
Гнатосхиз — срединная расщелина нижней челюсти. Выделяют частичную и полную форму порока. При полной форме гнатосхиза половины нижнечелюстной кости умеренно подвижны.

## Дистрофические и деструктивные изменения челюстных костей

### Гиперпаратиреоидная остеопатия
Гиперпаратиреоидная остеопатия («бурые опухоли» костей при гиперпаратиреозе) — изменения костей, в том числе челюстных, обусловленные гиперпродукцией парат-гормона. В костях при этом обнаруживаются очаговые утолщения, образованные губчатой костью с участками кровоизлияний и отложениями гемосидерина, придающими очагам поражения коричневый цвет (отсюда термин «бурая опухоль»).
Микроморфологическая картина очагов поражения сходна с таковой при гигантоклеточной гранулёме костей.

### Болезнь Педжета костей
Заболевание практически не встречается в возрасте до 40 лет (90% случаев развиваются у лиц старше 55 лет). Поражение может быть очаговым или диффузным.
Заболевание распространено в основном в Западной Европе, особенно в Англии, и в Австралии.
Одной из возможных причин болезни Педжета костей считается медленная вирусная инфекция (при электронно-микроскопическом исследовании в остеокластах часто обнаруживаются вирусные частицы).
В раннюю (резорбтивную) фазу болезни усиливается активность остеокластов и остеобластов, в поражённых костях разрастается фиброзная ткань.
Поздняя фаза характеризуется чрезмерной активацией остеобластов и образованием толстых костных трабекул с широкими извитыми линиями склеивания (англ. remodeling lines), что придаёт им мозаичный вид.
Болезнь Педжета костей является факультативным предзлокачественным процессом — фоном для развития сарком, прежде всего остеосаркомы (3% остеогенных сарком): при очаговой форме болезни малигнизация происходит в 1% случаев, при мультицентричном — в 10%.

## Кисты челюстных костей
Кисты — патологические (отсутствующие в норме) полости.

### Классификация
Кисты челюстных костей делят на две группы:
1. Эпителиальные кисты («истинные кисты»)
2. Неэпителиальные кисты (псевдокисты).

Эпителиальные кисты выстланы эпителием или содержат островки эпителиальной ткани в стенке; неэпителиальные кисты лишены эпителиальной выстилки и не содержат эпителиальных клеток в толще стенки.
Различают две группы эпителиальных кист челюстных костей:
1. Одонтогенные кисты
2. Неодонтогенные кисты.

### Неэпителиальные кисты (псевдокисты)
Выделяют три основных типа псевдокист челюстных костей:
1. Травматическая киста (геморрагическая киста)
2. Аневризмальная киста
3. Солитарная костная киста.

1. Травматическая киста (геморрагическая киста) формируется на месте кровоизлияния (гематомы).
2. Аневризмальная костная киста. Обычно встречается у подростков и молодых лиц. Как правило, поражаются позвонки, длинные кости (метафиз или диафиз), реже челюстные кости. Иногда киста быстро увеличивается. Специфичным для аневризмальной костной кисты являются кровяные озёра, разделённые фиброзной и костной тканью с многочисленными многоядерными гигантскими клетками по периферии очага поражения. Признаки клеточной атипии отсутствуют. После кюретажа в трети случаев развиваются рецидивы.
3. Солитарная костная киста встречается обычно у детей в возрасте 5—15 лет. Часто в области кисты происходит патологический перелом кости. Макроморфологически она заполнена прозрачной жидкостью и имеет ровную внутреннюю поверхность. При микроскопическом изучении стенки кисты эпителиальной выстилки не обнаруживается. Стенка построена из богатой сосудами волокнистой соединительной ткани, включающей нередко зёрна гемосидерина и кристаллы холестерола. Многоядерные гигантские клетки обычно редки, но в случае перелома могут быть многочисленными вблизи формирующейся мозоли. Иногда встречается обызвествлённый белковый материал, напоминающий в ряде случаев цемент. Поражение доброкачественное, но после кюретажа примерно в 15% случаев рецидивирует.

### Неодонтогенные кисты
Неодонтогенные кисты — кисты, выстланные неодонтогенным эпителием.
К ним относятся следующие поражения:
1. Киста носонёбного протока (носонёбная киста, киста резцового канала)
2. Глобуломаксиллярная киста
3. Срединная нёбная киста
4. Носоальвеолярная киста (носогубная киста).

Перечисленные кисты, за исключением носоальвеолярной, называют фиссурными кистами — кистами, образующимися в местах соединения костей (в межкостных щелях — фиссурах). К кистам челюстных костей все они относятся условно, т.к. не располагаются непосредственно в ткани челюстной кости, а в случаях глобуломаксиллярной и носоальвеолярной кист находятся на границе верхней челюсти и соседних костных и мягкотканных структур. Более того, носонёбная и срединная нёбная кисты вообще не контактируют с челюстной костью, однако они традиционно рассматриваются в данной группе орофациальных поражений.
Киста носонёбного протока (носонёбная киста, киста резцового канала) — фиссурная киста, расположенная между резцовыми костями Гёте—Кёлликера—Вик-Д'Азира в области резцового канала, т.е. между верхними центральными резцами. Встречается часто, примерно у 1% людей. Диаметр кисты, как правило, 1,0—2,5 см. При микроскопическом исследовании обычно выявляется выстилка многослойным плоским (сквамозным) эпителием, но может встречаться однослойный цилиндрический эпителий (простой или многорядный, псевдостратифицированный), иногда кубический или сочетание сквамозного и однослойного эпителия. В подлежащей волокнистой ткани обнаруживается клеточная воспалительная инфильтрация. Поражение доброкачественное, излечение достигается простым иссечением кисты. Рецидивы редки.
Глобуломаксиллярная киста — фиссурная киста, расположенная между резцовой костью и альвеолярным отростком верхней челюсти, т.е. между боковым резцом и клыком. Строение глобуломаксиллярной кисты аналогично строению кисты носонёбного протока.
Носоальвеолярная киста (носогубная киста) — киста, расположенная внекостно у основания грушевидного отверстия в области передней носовой ости. Формально она не относится к кистам челюстных костей. Однако это поражение принято рассматривать вместе с другими кистами челюстей, т.к. прилегая к альвеолярному отростку верхней челюсти носоальвеолярная киста может вызывать разрушение кортикальной пластинки. Строение её стенки аналогично строению стенки фиссурных кист.

### Одонтогенные кисты
Одонтогенные кисты — кисты, выстланные производными одонтогенного эпителия.
Различают (1) воспалительные и (2) дизонтогенетические одонтогенные кисты.
Воспалительными одонтогенными кистами называют кисты, развивающиеся в очаге хронического воспаления околозубных тканей, прежде всего периапикального периодонта. Клетки островков Маляссе при этом образуют выстилку кисты в виде многослойного плоского неороговевающего эпителия. По существу, воспалительной одонтогенной кистой является только радикулярная киста, остальные кисты, описываемые в данной группе, представляют собой её разновидности.
Если одонтогенная киста возникает вне очага воспаления, её называют дизонтогенетической, т.к. причиной образования таких кист являются нарушения процессов дифференцировки элементов эмалевого органа. Однако в дизонтогенетической кисте вторично может развиться воспалительный процесс.

#### Классификация
I. Воспалительные одонтогенные кисты
1. Радикулярная киста
2. Резидуальная киста.

II. Дизонтогенетические одонтогенные кисты
1. Фолликулярная киста (зубосодержащая киста)
2. Киста прорезывания.

#### Воспалительные одонтогенные кисты
Радикулярная киста (околокорневая киста) — воспалительная одонтогенная киста, образующаяся в альвеолярных отростках челюстных костей при прогрессировании хронического гранулёматозного апикального периодонтита (апикальной кистогранулёмы). Киста расположена в области верхушки корня зуба, изредка прилежит к боковой поверхности корня. Внутренняя поверхность кисты выстлана неороговевающим сквамозным эпителием. Встречаются линейные кальцинаты — тельца Раштона (Rushton). В полости кисты и в толще её стенки обнаруживаются кровоизлияния, скопления сидерофагов, кристаллы холестерола, воспалительный инфильтрат, нередко с наличием гигантских многоядерных клеток. При обострении процесса в инфильтрате выявляются многочисленные нейтрофильные гранулоциты, в состоянии ремиссии инфильтрат образован преимущественно макрофагами (гистиоцитами) и лимфоцитами.
Резидуальная киста — радикулярная киста, обнаруженная после экстракции зуба.

#### Дизонтогенетические одонтогенные кисты
Ранее к дизонтогенетическим одонтогенным кистам относили одонтогенную кератокисту (примордиальную кисту) и кальцифицированную одонтогенную кисту. В настоящее время (руководство ВОЗ 2005 г.) они рассматриваются как эпителиальные новообразования.
Фолликулярная киста (зубосодержащая киста) развивается из эмалевого органа непрорезавшегося зуба. Составляет около 20% всех эпителиальных кист челюстных костей. Наиболее часто выявляется в возрасте 10—30 лет в области нижнего третьего моляра. Связана с коронкой непрорезавшегося зуба в месте соединения цемента и эмали. В полости кисты обнаруживается коронка неразвитого зуба (иногда нескольких зубов). При микроморфологическом исследовании выявляется тонкий неороговевающий сквамозный эпителий, выстилающий внутреннюю поверхность кисты; подлежащая рыхлая волокнистая ткань обычно с признаками мукоидного отёка. При развитии воспалительного процесса эпителий, как правило, трансформируется в ороговевающий, подлежащая ткань становится грубоволокнистой, в различной степени инфильтрированной клеточными элементами. Поражение доброкачественное, но иногда является источником развития злокачественных опухолей (амелобластомы, плоскоклеточной или мукоэпидермоидной карцином).
Киста прорезывания — разновидность фолликулярной кисты (фолликулярная киста, связанная с коронкой прорезывающегося или прорезавшегося зуба). Благодаря прорезыванию зуба, она вынесена из челюстной кости и расположена в основном в ткани десны. Формально киста прорезывания не относится к кистам челюстных костей, однако её целесообразно рассматривать в данной группе, т.к. в ряде случаев часть кисты всё же погружена в костную ткань челюсти. Киста прорезывания выявляется, как правило, в первом десятилетии жизни.
Одонтогенные кисты могут располагаться не только в челюстных костях, но и в мягких тканях орофациальной области, прежде всего в ткани десны: десневые кисты взрослых, десневые (альвеолярные) кисты детей, жемчужины Эпштейна и узелки Бона. Киста прорезывания почти всегда локализуется внекостно.

## Одонтогенные опухоли челюстных костей
Одонтогенные опухоли — новообразования, развивающиеся из остатков одонтогенного эпителия (дериваты эмалевого органа) и одонтогенной мезенхимы (производные зубного сосочка).
Одонтогенные опухоли с точки зрения гистогенеза подразделяют на три группы: (1) эпителиальные (из остатков одонтогенного эпителия), (2) мезенхимальные (из производных одонтогенной мезенхимы) и (3) смешанные.

### Ремнанты одонтогенного эпителия
Ремнанты (остатки) одонтогенного эпителия рассеяны в виде, как правило, микроскопических островков в различных органах орофациальной области: не только в челюстных костях, но и в мягких тканях. В десмодонте (зубной связке) они получили название островков Маляссе́. Наиболее крупное скопление остатков одонтогенного эпителия находится вблизи ворот околоушной слюнной железы и обозначается как юкстаоральный орган Хивитца (Chievitz).
Из ремнантов одонтогенного эпителия и одонтогенной мезенхимы любой локализации может развиться доброкачественная или злокачественная опухоль. Поэтому одонтогенные опухоли, чаще встречающиеся в челюстных костях (центральные, или внутрикостные, одонтогенные опухоли), могут возникать и за их пределами (периферические, или внекостные, одонтогенные опухоли).
Различают следующие типы включений одонтогенного эпителия:
I. Островки одонтогенного эпителия (фолликулы)
1. Островки активного одонтогенного эпителия
2. Островки неактивного одонтогенного эпителия.

II. Тяжи одонтогенного эпителия.
Островки одонтогенного эпителия (фолликулы) — структуры, образованные расположенными по периферии цилиндрическими клетками и клетками центральной зоны. Последние могут иметь различный вид. В центре островков активного одонтогенного эпителия клетки образуют рыхлую сеть (звёздчатый ретикулум, или ретикулированный эпителий). В островках неактивного одонтогенного эпителия клетки центральной зоны напоминают периферические клетки: они мелкие, со скудной цитоплазмой, тесно расположены, но отличаются полигональной или округло-овальной формой.
Тяжи одонтогенного эпителия — двуслойные клеточные образования, представленные только цилиндрическими клетками типа периферических островковых.

### Доброкачественные одонтогенные опухоли
I. Эпителиальные доброкачественные одонтогенные опухоли
1. Амелобластома (адамантинома)
2. Аденоматоидная одонтогенная опухоль (аденоамелобластома)
3. Плоскоклеточная одонтогенная опухоль
4. Кератокистозная одонтогенная опухоль
5. Обызвествлённая эпителиальная одонтогенная опухоль (опухоль Пиндборга)
6. Обызвествлённая кистозная одонтогенная опухоль («киста Горлина»)
7. Одонтогенная опухоль из «клеток-теней» (одонтогенная опухоль из «клеток-призраков»).

II. Мезенхимальные доброкачественные одонтогенные опухоли
1. Цементобластома (истинная цементома)
2. Дентинома.

III. Смешанные доброкачественные одонтогенные опухоли
1. Одонтогенная миксома
2. Одонтогенная фиброма
3. Одонтоамелобластома
4. Амелобластная фиброма
5. Амелобластная фиброодонтома
6. Одонтома (условно, т.к. не опухоль, а порок развития).

#### Эпителиальные доброкачественные одонтогенные опухоли
1. Амелобластома
Амелобластома (адамантинома) — одонтогенная опухоль, структуры которой напоминают строение эмалевого органа. Наиболее распространённая одонтогенная опухоль. Отличается медленным местно-деструирующим ростом (доброкачественная опухоль с местно-деструирующим ростом). В 80% случаев локализуется в нижней челюсти, особенно задних её отделах (область моляров, премоляров, углы и ветви). Помимо центральной (внутрикостной) амелобластомы изредка встречается периферическая (внекостная) амелобластома (амелобластома мягких тканей). После удаления нередко рецидивирует.
Макроморфологическая картина. Различают три клинико-морфологических варианта опухоли: солидный, монокистозный и поликистозный:
- Со́лидная амелобластома — узел плотной серо-розовой ткани без кист (редкий вариант опухоли).
- Монокистозная амелобластома — опухоль с солитарной (одиночной) гладкостенной кистой. Костная ткань челюсти окружает опухоль в виде тонкой скорлупы.
- Поликистозная амелобластома — амелобластома с множественными кистами. На рентгенограммах кистозная амелобластома выглядят как один или несколько «мыльных пузырей».

Микроморфологическая картина. Различают по крайней мере семь микроморфологических вариантов амелобластомы: фолликулярный, акантоматозный, плексиформный, зернистоклеточный, десмопластический, базальноклеточный и микрокистозный. Указанные варианты амелобластомы не имеют клинического значения и не влияют на прогноз. Их знание необходимо патологоанатому для проведения дифференциальной морфологической диагностики амелобластомы и сходных поражений.
- Фолликулярный вариант характеризуется преобладанием островков (фолликулов) опухолевых клеток. Клеточные островки при этом напоминают строение эмалевого органа. Периферия фолликула образована монослоем амелобластов (клеток цилиндрической формы, расположенных в виде частокола, т.е. параллельно друг другу), лежащих на базальной мембране. Центральный отдел островка представлен рыхлым скоплением звёздчатых клеток (ретикулированный эпителий, или звёздчатый ретикулум), погружённых в миксоидный матрикс. Комплексы опухолевых клеток окружены фиброзной стромой.
- Акантоматозный вариант — вариант, при котором клетки ретикулированного эпителия частично или полностью дифференцируются в многослойный плоский неороговевающий или ороговевающий эпителий. В последнем случае в опухолевых комплексах образуются роговые кисты (роговые жемчужины).
- Плексиформный вариант — вариант, при котором эпителиальные комплексы анастомозируют между собой, образуя причудливую сеть (сплетение, plexus).
- Зернистоклеточный вариант характеризуется образованием в центральных отделах опухолевых комплексов крупных клеток с обильной эозинофильной зернистостью в цитоплазме.
- Десмопластический вариант — вариант, при котором между клетками ретикулированного эпителия появляются коллагеновые волокна. Слой амелобластов при этом, по крайней мере частично, отсутствует.
- Базальноклеточный вариант — вариант, при котором все опухолевые клетки (расположенные как по периферии, так и в центральных отделах комплексов) напоминают базальные клетки многослойных плоских эпителиев (базалоидные клетки).
- Микрокистозный вариант отличается наличием полостей в комплексах опухолевых клеток.

2. Аденоматоидная одонтогенная опухоль
Аденоматоидная одонтогенная опухоль — одонтогенная опухоль со структурами амелобластомы и образованием мелких трубочек из амелобластов с расположенными внутри них базальной мембраной и амилоидом. Наиболее часто эта опухоль встречается в возрасте 10—20 лет; после 30 лет она практически не выявляется.
Макроморфологическая картина. Как правило, новообразование локализуется внутрикостно (центральная аденоматоидная одонтогенная опухоль). При этом, в отличие от амелобластомы, характерно поражение верхнечелюстных костей. Иногда обнаруживается периферическая (внекостная) аденоматоидная одонтогенная опухоль, как правило, в тканях десны. Опухоль обычно представляет собой многокамерную кисту с утолщенными стенками. Новообразование редко превышает 3 см в диаметре. Часто обнаруживается связь новообразования с коронкой непрорезавшегося зуба, особенно клыка, а также выявляются мелкие кальцинаты, имеющие на рентгенограммах вид «хлопьев снега» («кальцинаты-снежинки»). Аденоматоидная одонтогенная опухоль является одной из наиболее доброкачественных одонтогенных новообразований; в подавляющем большинстве случаев она даже не рецидивирует при простой энуклеации.
Микроморфологическая картина. В скудной фиброзной ткани расположены многочисленные веретеновидные эпителиоциты, напоминающие звёздчатый ретикулум, в котором амелобластоподобные кубические или цилиндрические клетки формируют мелкие трубочки с базальной мембраной в центре. В просвете тубулярных структур могут накапливаться конгофильные массы (амилоид). Иногда развивается очаговый кальциноз или образуются участки цементо- и дентиноподобного вещества.
3. Плоскоклеточная одонтогенная опухоль
Очень редкая опухоль, обычно до 1,5 см в диаметре. Наиболее часто располагается в альвеолярном отростке челюстных костей и прилежит к боковой поверхности корней зубов. При микроморфологическом исследовании в фиброзной строме выявляются островки многослойного плоского эпителия без признаков атипии, иногда с образованием роговых кист. Периферию островков образуют базалоидные клетки. Опухоль доброкачественная, почти во всех случаях излечение достигается простым иссечением.
4. Кератокистозная одонтогенная опухоль
Кератокистозная одонтогенная опухоль ранее относилась к дизонтогенетическим одонтогенным кистам и называлась примордиальной кистой (одонтогенной кератокистой). Она представляет собой одно-, реже многокамерную кистозную опухоль, развивающуюся из элементов зачатка зуба. Типичная локализация — вблизи нижнего третьего моляра. Внутренняя поверхность кист выстлана довольно тонким многослойным плоским эпителием, ороговевающим по паракератотическому типу. Вторично присоединяющееся воспаление способствует развитию ортокератоза, появлению слоя зернистых клеток, акантоза и папилломатоза. Характерны рецидивы после кюретажа, изредка развиваются злокачественные опухоли.
Ранее редкая разновидность одонтогенной кератокисты, прилегающей к боковой поверхности корня зуба, не поражённого воспалительным процессом (её полость не связана с каналом корня зуба), называлась латеральной периодонтальной кистой. В настоящее время этот термин не применяется, а поражение рассматривается как кератокистозная одонтогенная опухоль.
Существует наследственное заболевание, характеризующееся различными пороками развития органов, множественными кератокистозными одонтогенными опухолями и развитием мультицентричной базальноклеточной карциномы. Оно носит название синдрома невоидной базальноклеточной карциномы (синдром Горлина).
5. Обызвествлённая эпителиальная одонтогенная опухоль (опухоль Пиндборга)
Редкая опухоль, встречающаяся обычно в возрасте 30—50 лет. Излюбленная локализация центральной (внутрикостной) опухоли Пиндборга — задние отделы нижней челюсти. Иногда встречается периферическая (внекостная) опухоль. Новообразование отличается медленным ростом. Макроморфологически различают три типа опухоли: солидный, монокистозный и поликистозный. После удаления опухоль рецидивирует в 15% случаев. Описаны единичные случаи метастазирующей опухоли Пиндборга. Микроморфологически в фиброзной строме расположены островки или поля крупных полигональных клеток, сходных с акантоцитами, но без базального слоя и признаков ороговения. Между клетками могут располагаться конгофильные массы (амилоид). Концентрические кальцинаты в амилоиде называются кольцами Лизеганга (Liesegang).
6. Обызвествлённая кистозная одонтогенная опухоль («киста Горлина», Gorlin cyst)
Наиболее часто выявляется во втором—третьем десятилетии жизни в области резцов или клыков. Часто связана с непрорезавшимся зубом. Одно-, реже многокамерная. Обычно диаметром 2—4 см. Изредка опухоль также располагается в ткани десны в виде полипа на ножке или узелка на широком основании. Покрывающий внутреннюю поверхность кисты эпителий напоминает ткань амелобластомы. Встречаются комплексы «клеток-теней» («клеток-призраков»). Клетки-тени могут подвергаться кальцинозу, вокруг них нередко образуются многоядерные гигантские клетки инородных тел. До 20% кист Горлина содержат участки, напоминающие одонтому.
7. Одонтогенная опухоль из клеток-теней
Изредка обнаруживается одонтогенная опухоль, построенная из клеток-теней, аналогичных таковым в пиломатриксоме (эпителиоме Малерба) и в обызвествлённой кистозной одонтогенной опухоли.

#### Мезенхимальные доброкачественные одонтогенные опухоли
1. Цементобластома (истинная цементома)
Обычно выявляется у лиц моложе 25 лет в области моляров нижней челюсти. Отличается медленным ростом. Связана с корнем зуба. Опухоль доброкачественная, изредка рецидивирует после неполного удаления. Некоторые исследователи полагают, что иногда цементобластома может озлокачествляться.
Макроморфологическая картина. Цементобластома представляет собой узел плотной ткани с мелкими или крупными кальцинатами. Иногда узел образован тканью, соответствующей слабоминерализованной кости (такую ткань можно без особенного усилия резать ножом).
Микроморфологическая картина. При микроскопическом исследовании выявляются толстые иррегулярные костные балки с широкими базофильными линиями склеивания и неминерализованный остеоид по периферии.
Своеобразным вариантом цементобластомы является редко встречающаяся наследственная опухоль — множественная семейная (гигантская) цементома. В отличие от обычной цементобластомы она характеризуется мультицентричным ростом с образованием многочисленных узелков и узлов в челюстных костях и за их пределами. В ряде наблюдений опухолевые узлы достигают больших размеров, что отражено в названии опухоли (гигантская цементома).
2. Дентинома
Очень редкая опухоль, образованная дентином. В настоящее время многие авторитетные исследователи не признают существования дентиномы как самостоятельной онконозологической формы.

#### Смешанные доброкачественные одонтогенные опухоли
1. Одонтогенная миксома
Опухоль чаще встречается в возрасте 10—30 лет, обычно в нижней челюсти; после удаления рецидивирует в 25% случаев.
Макроморфологическая картина. Одонтогенная миксома представляет собой узел желтовато-белой слизистой ткани без чётких границ. Характерен инфильтрирующий рост в окружающую костную ткань (доброкачественная опухоль с местно-деструирующим ростом).
Микроморфологическая картина. При микроскопическом исследовании выявляются звёздчатые клетки в обильном миксоидном матриксе (слизистая соединительная ткань) с рассеянными островками или тяжами одонтогенного эпителия.
2. Одонтогенная фиброма
Одонтогенная фиброма — редкая опухоль. Средний возраст больных 40 лет. Различают центральный (внутрикостный) и периферический (внекостный) варианты одонтогенной фибромы. Центральная одонтогенная фиброма обычно поражает верхнюю челюсть, периферическая — ткань десны нижнечелюстной кости.
Макроморфологическая картина. Опухоль представляет собой узел серовато-белой плотной ткани с мелкими кистами. Новообразование связано с непрорезавшимся зубом, обычно до 2 см в диаметре. Опухоль доброкачественная, рецидивирует после удаления редко.
Микроморфологическая картина. В фиброзной строме при микроскопическом исследовании обнаруживаются рассеянные островки и гнёзда клеток одонтогенного эпителия. Иногда выявляются включения дентино- и цементоподобного материала или костной ткани.
Периферическая одонтогенная фиброма обнаруживается у подростков и молодых лиц в тканях десны, особенно в межзубном сосочке. Рецидивирует в 15% случаев. Макроморфологически представляет собой розовый или красный узелок на ножке или широком основании диаметром обычно до 2 см. Узелок образован фиброзной тканью с очагами кальциноза. На ранних стадиях развития характерно изъязвление и формирование воспалительных изменений (клеточная инфильтрация, пролиферация грануляционной ткани). Сформированная периферическая одонтогенная фиброма обычно не изъязвляется. Нередко обнаруживаются костные балки (периферическая оссифицирующаяся фиброма, оссифицирующийся фиброзный эпулис) и цементоподобное вещество.
3. Одонтоамелобластома
Одонтоамелобластома — амелобластома с островками дентина и эмали.
4. Амелобластная фиброма
Амелобластная фиброма выявляется обычно в первые два десятилетия жизни, как правило, в задних отделах нижнечелюстной кости. В половине случаев связана с непрорезавшимся зубом. Хорошо отграничена. Моно- или мультилокулярная. При микроскопическом исследовании обнаруживаются тонкие анастомозирующие эпителиальные тяжи или мелкие островки опухолевых клеток, расположенные в миксоидной строме. Островки напоминают таковые при фолликулярном варианте амелобластомы. Опухоль доброкачественная, но рецидивы после консервативного иссечения развиваются в 20% случаев.
5. Амелобластная фиброодонтома
Амелобластная фиброодонтома — амелобластная фиброма со структурами одонтомы. В отличие от амелобластной фибромы рецидивирует редко.
6. Одонтома
Одонтомой называют опухолеподобное поражение, представляющее собой порок развития зубов (сложную одонтому можно рассматривать как гамартому). Обычно она встречается в первые два десятилетия жизни.
Различают (1) простые и (2) сложные одонтомы. Сложные, в свою очередь, делят на (1) составные и (2) смешанные.
Простая одонтома — одонтома, образованная небольшим количеством хаотично перемешанных твёрдых тканей (достаточных для построения только одного зуба). Макроморфологически поражение выглядит как инкапсулированный узелок с недоразвитым или деформированным зубом.
Сложная одонтома — одонтома, образованная значительным количеством твёрдых тканей, достаточным для построения нескольких зубов.
Составная одонтома — сложная одонтома из нескольких правильно сформированных, но деформированных зубов (зубоподобных элементов, или одонтоидов) с центрально расположенной в них пульпой. Макроморфологически она представляет собой инкапсулированный узел из нескольких одонтоидов, легко разделяющихся или плотно спаянных между собой. В некоторых случаях количество зубоподобных элементов может достигать 100 и более.
Смешанная одонтома — сложная одонтома, состоящая из хаотично перемешанных твёрдых тканей.

### Злокачественные одонтогенные опухоли
I. Одонтогенная (амелобластная) карцинома
1. Злокачественная (метастазирующая) амелобластома
2. Первичная внутрикостная карцинома
3. Светлоклеточная одонтогенная карцинома
4. Карцинома, развившаяся из эпителия одонтогенных кист.

II. Одонтогенные саркомы
1. Амелобластная фибросаркома
2. Амелобластная одонтосаркома.

Одонтогенная карцинома (амелобластная карцинома) — злокачественная эпителиальная одонтогенная опухоль. Встречается, как правило, у лиц старше 20 лет. Помимо внутрикостной одонтогенной карциномы изредка обнаруживается периферическая (внекостная) опухоль. Эти новообразования являются локально агрессивными, но метастазируют редко (злокачественные опухоли с местно-деструирующим ростом).
Злокачественная амелобластома имеет строение амелобластомы, но с признаками клеточного атипизма и усиленной митотической активностью. Отличается более быстрым инвазивным ростом, иногда метастазированием.
Первичная внутрикостная карцинома развивается из остатков одонтогенного эпителия, сохраняющихся в костной ткани или в десмодонте.
Одонтогенные саркомы — злокачественные неэпителиальные одонтогенные опухоли. Различают (1) амелобластную фибросаркому и (2) амелобластную одонтосаркому.
Амелобластная фибросаркома — фибросаркома с включениями тяжей или островков одонтогенного эпителия (эпителий без признаков малигнизации).
Амелобластная одонтосаркома — амелобластная фибросаркома с включениями дентина и эмали.

## Неодонтогенные опухоли и опухолеподобные поражения челюстных костей
Неодонтогенными опухолями челюстных костей называют все новообразования челюстей, за исключением одонтогенных. В этой же группе удобно рассматривать неодонтогенные опухолеподобные процессы.

### Классификация
В приведённую классификацию не включены костные, хрящевые, сосудистые поражения, а также поражения тканей височно-нижнечелюстного сустава.
I. Фиброзно-костные поражения
1. Фиброзная остеодисплазия
2. Оссифицированная фиброма
3. Цементирующая фиброма
4. Цементо-оссифицированная фиброма
5. Периапикальная цементодисплазия.

II. Гигантоклеточные поражения
1. Гигантоклеточная гранулёма (периферическая и центральная)
2. Херувизм
3. Аневризмальная костная киста.

III. Гемобластозы
1. Гистиоцитоз из клеток Лангерганса
2. Миелома
3. Лейкемии и злокачественные лимфомы, особенно лимфома Беркитта.

IV. Меланотическая нейроэктодермальная опухоль младенцев.
V. Эпулисы (эпулиды).

### Фиброзно-костные поражения
Из неодонтогенных опухолей и опухолеподобных процессов в челюстных костях наиболее важными являются так называемые фиброзно-костные поражения.
Фиброзная остеодисплазия — заболевание, при котором в костях происходит разрастание фиброзной ткани. Различают моно- и полиоссальную формы фиброзной остеодисплазии. При монооссальной форме поражается одна кость (обычно кости черепа, в том числе лицевого, бедренная, большеберцовая кости или рёбра), при полиоссальной — несколько костей (как правило, кости таза, бедра и большеберцовые кости). Монооссальный вариант болезни встречается в основном у лиц 5—20 лет. Полиоссальный тип болезни развивается в любом возрасте. Поражение в подавляющем большинстве случаев доброкачественное, но изредка наблюдается малигнизация (особенно при проведении лучевой терапии). Иногда после хирургического лечения развиваются рецидивы.
Синдром МакКьюна—Олбрайта (McCune—Albright's syndrome) — наследственный вариант полиоссальной формы фиброзной остеодисплазии в сочетании с меланоцитарными поражениями кожи, преждевременным половым созреванием и патологией щитовидной железы.
Макроморфологическая картина. Кость деформируется вследствие её очагового увеличения («вздутия»).
Микроморфологическая картина. Узкие изогнутые по типу «рыболовного крючка» костные балки расположены в умеренно клеточной фиброзной ткани, не содержащей остеокластов и остеобластов (эти клетки появляются в случае травмы, например, патологического перелома). Нередко образуются аневризмальные костные кисты или другие кистозные изменения.
Оссифицированная, цементирующая и цементо-оссифицированная фибромы, по существу, представляют собой единый патологический процесс. Они отличаются только по микроскопической картине. Наиболее часто встречаются в возрасте 20—40 лет, обычно в нижнечелюстной кости, особенно в области моляров и премоляров. После удаления рецидивируют крайне редко. Оссифицированная фиброма образована фиброзной тканью с очагами кальциноза и костными балками. Цементирующая фиброма представлена фиброзной тканью с включениями цементоподобного вещества. Цементо-оссифицированная фиброма представляет собой поражение, сочетающее признаки цементирующей и оссифицированной фибром.
Периапикальная цементодисплазия локализуется в области верхушек корней нижних резцов. Вначале напоминает цементирующую фиброму, позднее в ней образуются участки, сходные с грубоволокнистой костью.

### Гигантоклеточные поражения
Периферическая гигантоклеточная гранулёма (гигантоклеточный эпулис) наиболее часто встречается в возрасте 40—60 лет. После хирургического лечения рецидивирует в 10% случаев. Расположена или только в ткани десны или частично погружена в костную ткань альвеолярного отростка челюсти. Узелок буровато-красного цвета, обычно до 2 см в диаметре, на широком основании или на ножке. Часто происходит изъязвление десны над гранулёмой. Микроскопическая картина описана ниже при характеристике центральной гигантоклеточной гранулёмы. Практически постоянно обнаруживаются признаки воспаления. Возможны очаги кальциноза и образование костной ткани. При гиперпаратиреозе в костях развиваются поражения аналогичного строения; они называются «бурыми опухолями».
Центральная гигантоклеточная гранулёма. Обычно поражается нижняя челюсть, особенно передние её отделы. Изредка достигает больших размеров (до 10 см). Образована многоядерными гигантскими клетками типа остеокластов и веретеновидными клетками. Последние обнаруживают многочисленные фигуры митоза. Обычно выявляются кровоизлияния и зёрна гемосидерина (особенно по периферии очагов поражения). Возможны фокальный фиброз, образование остеоида или костной ткани. Различают агрессивные и неагрессивные гигантоклеточные гранулёмы. Агрессивные гранулёмы, как правило, болезненны, обладают место-деструирующим ростом, более клеточной стромой, более крупными гигантскими клетками, часто рецидивируют.
Херувизм — билатеральное симметричное наследственное поражение челюстных костей у детей. Микроморфологическая картина соответствует таковой при гигантоклеточной гранулёме.

### Меланотическая нейроэктодермальная опухоль младенцев
Ранее эту опухоль обозначали терминами меланотическая прогонома, опухоль зачатка сетчатки и пигментная амелобластома. Эти понятия в настоящее время применять не рекомендуется. Как правило, опухоль выявляется в течение первого-второго года жизни, обычно в верхнечелюстных костях, особенно в их передних отделах, или в ткани десны по типу эпулиса. Кроме челюстных костей, это новообразование иногда развивается в ткани головного мозга, яичек или костях черепа. Опухоль отличается быстрым ростом. Характерно повышение концентрации в крови и моче ванилилминдальной кислоты (как при нейробластоме и феохромоцитоме). Обычно опухоль доброкачественная, но рецидивирует после удаления в 15% случаев. В 5% наблюдений меланотическая нейроэктодермальная опухоль ведёт себя злокачественно.
Макроморфологическая картина. Опухолевый узел не имеет чётких границ. Ткань опухоли обычно пёстрая — белесовато-серые участки чередуются с участками бурого или сине-чёрного цвета. Иногда опухоль разрушает кость, вследствие чего зубы становятся подвижными. При разрушении костей основания черепа происходит повреждение ткани продолговатого мозга. Значительное увеличение опухоли может приводить к экзофтальму.
Микроморфологическая картина. Обычно при микроскопическом исследовании выявляются гнёзда крупных опухолевых клеток, расположенные в фиброзной строме. Периферия гнёзд образована кубическими клетками с обилием меланина в цитоплазме. Внутренняя часть гнёзд заполнена мелкими клетками с гиперхромными ядрами, напоминающими клетки нейробластомы. Митозы немногочисленны.